# فرودگاه ناکالا
فرودگاه ناکالا (به انگلیسی: Nacala Airport) یک فرودگاه نظامی با کد یاتا MNC است که یک باند فرود آسفالت دارد و طول باند آن ۲۵۰۰ متر است. این فرودگاه در کشور موزامبیک قرار دارد و در ارتفاع ۱۲۵ متری از سطح دریا واقع شده‌است.

## شرکت‌های هواپیمایی و مقصدهای پروازی
| شرکت‌های هواپیمایی       | مقصدهای پروازی |
| ----------------------- | -------------- |
| LAM Mozambique Airlines | ماپوتو         |